# Pour le pire
Pour le pire (夏目アラタの結婚, Natsume Arata no Kekkon) est une série de manga japonaise par Tarō Nogizaka. Elle a été prépubliée dans le magazine Big Comic Superior de Shōgakukan de juin 2019 à janvier 2024 et publié en douze volumes tankōbon. La version française est publiée par Glénat depuis mars 2021.

## Synopsis
On avait beaucoup parlé de Shinju “Bozo” Shinagawa, cette femme corpulente déguisée en clown quand elle avait été arrêtée en train de découper les cadavres de ses amants ; depuis, elle a été jugée et condamnée à mort. Takuto, le fils d’une des victimes, a commencé une relation épistolaire avec elle dans l’espoir d’apprendre où elle a caché la tête de son père. Ce faisant, il a usurpé l’identité d’Arata Natsume, un employé des services sociaux qui s’était occupé de lui. Il n’a toujours obtenu aucun renseignement, et maintenant elle demande à le rencontrer, et ne répond plus aux lettres ! Takuto, pour avancer, est obligé de tout avouer à Arata, qui accepte de rattraper le coup, et obtient une entrevue avec la tueuse. Alors qu’elle vient d’entrer au parloir, elle remarque immédiatement qu’il y a un problème d’identité et se prépare à partir définitivement. Acculé, Arata sort la première idée qui lui vient à l’esprit : une demande en mariage. Sa curiosité éveillée, elle décide de rester. Commence alors un jeu du chat et de la souris, lui essayant de l’amadouer pour lui soutirer l’emplacement de la tête, et elle, acceptant ce jeu, alternant vérités, mensonges et provocations. Où ces échanges vont-ils mener ? Qui est-elle ? Que cache-t-elle ?

## Personnages
Arata Natsume (夏目アラタ)
La trentaine à peine entamée, il est employé au service d’aide à l’enfance de sa commune et doit souvent gérer des situations difficiles de maltraitances. Assez sanguin, il préfère l’action à la paperasse et n’hésite pas à malmener les parents à problèmes, au point de se trouver inadapté pour ce métier. Il travaille avec Momo, pour qui il a un faible, et qu’il “dragouille” sans succès de temps en temps, mais avec qui il a d’excellentes relations.
Au cours de l’histoire, on en apprend plus sur son passé : enfant bagarreur, il est témoin à plusieurs reprises de harcèlement scolaire, mais n’intervient pas, ne comprenant ni l’acharnement des harceleurs, ni la passivité des harcelés. Il est en outre très lié avec son père qui meurt prématurément. Sa mère se remarie et déménage plusieurs fois, et le néglige, toute à sa vie de couple, sa carrière et ses soirées festives. Tout ceci développe sa fibre sociale et sera décisif pour sa carrière professionnelle.
Shinju Shinagawa (品川真珠)
La plus grande partie de l’histoire est racontée du point de vue d’Arata et les pensées de Shinju ne sont jamais révélées, mais c’est bien Shinju qui est au centre de l’histoire : toutes les actions d’Arata et des autres personnages sont conditionnées par ce que fait ou dit Shinju, et le mystère de son passé, de son avenir et de son caractère est omniprésent.
Surprise en train de découper des cadavres, affublée d’un maquillage grotesque qui lui a valu son surnom, cette jeune femme ayant à peine atteint la vingtaine est présentée comme corpulente au moment de son arrestation, avec une horrible dentition et des cheveux mal entretenus, bref, un « thon mal fagoté » ; du point de vue psychologique, elle fait preuve d’une intelligence vive, et d’autre part, le procureur la présente comme étant une sociopathe. Après sa condamnation à mort, elle est souvent la cible de demande d’interviews et autres courriers qu’elle ignore généralement. Seules les lettres d’un certain Arata Natsume, 30 ans, mais à l’écriture naïve de collégien, semblent retenir son attention.
Kaori Momoyama (桃山香) “Momo”
C’est la collègue d’Arata. Elle vient d’avoir trente ans, mais est toujours célibataire. Pas que ça ne l’intéresse pas ou qu’elle n’a pas de prétendants, mais elle est trop romantique et hésite à s’engager sentimentalement, aussi elle ne trouve personne à sa convenance. Arata lui-même lui a montré son intérêt, sans succès. Elle se considère comme « légèrement potelée ».
Koichi Miyamae (宮前光一)
C’est un avocat d’environ 35 ans qui défend pro bono Shinju, rôle dans lequel il est très impliqué, et il éprouve beaucoup d’empathie et de compassion pour elle, au point de la croire innocente. Malgré ses efforts, Shinju ne s’ouvre pas à lui ; cependant, maître Miyamae la connaissait avant les faits car il l’avait rencontrée alors qu’elle était enfant et il avait été témoin des graves négligences dont elle avait été victime.
Tamaki Shinagawa (品川環)
Elle est la mère de Shinju.
Takuto Yamashita (山下卓斗)
Il est le fils d’une des trois victimes présumées de Shinju, et a 14 ans. Ne pouvant faire le deuil de son père en raison de l’absence de la tête, et désireux de comprendre leur relation, il a entamé avec elle une correspondance, au nom d’Arata, car les victimes avaient environ le même âge. De lettre en lettre, leur relation a évolué : au départ, il veut seulement savoir où est la tête, mais commence par éprouver une attirance malsaine ; quant à elle, elle semble s’intéresser à lui, au point d’exiger de le rencontrer. Ne pouvant se présenter face à elle, il est contraint de tout avouer à Arata, qui lui interdit de la recontacter.
Fujita (藤田)
C’est un habitué des tribunaux, car il collectionne les objets ayant appartenu à des condamnés à mort. Il semble avoir une quarantaine ou une cinquantaine d’années et vit séparé de sa femme. Pour gagner sa vie, il est buraliste et distribue des journaux. Il fait la connaissance d’Arata au tribunal et devine assez rapidement que celui-ci et Shinju ont un lien, et Arata, tenté au départ de s’en débarrasser comme d’une sangsue, comprend qu’il peut lui être utile pour protéger son anonymat et lui donner des conseils utiles.

## Manga

### Liste des volumes et chapitres
| no | Japonais          | Japonais          | Français          | Français          |
| no | Date de sortie    | ISBN              | Date de sortie    | ISBN              |
| --- | ----------------- | ----------------- | ----------------- | ----------------- |
| 1 | 29 novembre 2019  | 978-4-09-860484-5 | 17 mars 2021      | 978-2-344-04636-4 |
| Liste des chapitres : - Chapitre 1 : Cette écriture de collégien - Chapitre 2 : Une odeur apaisante - Chapitre 3 : On parle de Shinju Shinagawa - Chapitre 4 : La pire chose - Chapitre 5 : Un long couloir - Chapitre 6 : J’ai rêvé que j’enterrais quelque chose - Chapitre 7 : Une affaire privée                                                                          |                   |                   |                   |                   |
| 2 | 30 mars 2020      | 978-4-09-860656-6 | 5 mai 2021        | 978-2-344-04637-1 |
| Liste des chapitres : - Chapitre 8 : Un grand frère très gentil - Chapitre 9 : Comme notre première rencontre - Chapitre 10 : Un avis un peu différent - Chapitre 11 : Double - Chapitre 12 : Conditions de mariage - Chapitre 13 : Un combat déloyal - Chapitre 14 : Vingt-quatre heures - Chapitre 15 : Possibilité                                                         |                   |                   |                   |                   |
| 3 | 30 juillet 2020   | 978-4-09-860656-6 | 15 septembre 2021 | 978-2-344-04768-2 |
| Liste des chapitres : - Chapitre 16 : En tenue d’Adam et Ève - Chapitre 17 : Tenue correcte exigée - Chapitre 18 : “Shinagawa” - Chapitre 19 : Je ne te coûterai rien - Chapitre 20 : Juste pour cette nuit - Chapitre 21 : Le monstre - Chapitre 22 : Ne me regarde pas - Chapitre 23 : Quelqu’un d’autre que moi                                                            |                   |                   |                   |                   |
| 4 | 30 novembre 2020  | 978-4-09-860769-3 | 1er décembre 2021 | 978-2-344-04905-1 |
| Liste des chapitres : - Chapitre 24 : Des enfants incapables de se défendre - Chapitre 25 : Père - Chapitre 26 : Je la haïssais - Chapitre 27 : Mon tempérament - Chapitre 28 : Tu sais quoi ? - Chapitre 29 : “X” - Chapitre 30 : La peine de mort me convient - Chapitre 31 : Les tréfonds de mon cœur - Chapitre 32 : Comme à chaque fois                                  |                   |                   |                   |                   |
| 5 | 30 avril 2021     | 978-4-09-860872-0 | 16 mars 2022      | 978-2-344-05181-8 |
| Liste des chapitres : - Chapitre 33 : Le cran de me la piquer - Chapitre 34 : Ce que tu désires vraiment - Chapitre 35 : De ton côté - Chapitre 36 : Moi aussi, ce jour-là - Chapitre 37 : C’est encore pire - Chapitre 38 : La réalité du métier - Chapitre 39 : Mathilda - Chapitre 40 : Concevable - Chapitre 41 : Toi aussi, en fin de compte                             |                   |                   |                   |                   |
| 6 | 30 août 2021      | 978-4-09-861130-0 | 1er juin 2022     | 978-2-344-05309-6 |
| Liste des chapitres : - Chapitre 42 : Mignonne - Chapitre 43 : Un fantasme important - Chapitre 44 : Une adversaire à ma hauteur - Chapitre 45 : Ce plan de gamine - Chapitre 46 : Un genre de mirage - Chapitre 47 : T’as pas un boulot facile - Chapitre 48 : De nombreux indices - Chapitre 49 : Projet commun - Chapitre 50 : Ton secret                                  |                   |                   |                   |                   |
| 7 | 28 janvier 2022   | 978-4-09-861238-3 | 21 septembre 2022 | 978-2-344-05380-5 |
| Liste des chapitres : - Chapitre 51 : J’ai enfin compris - Chapitre 52 : Une pauvre brebis égarée - Chapitre 53 : Je suis content que vous soyez là - Chapitre 54 : Parce qu’on est mariés - Chapitre 55 : Au fond d’elle-même - Chapitre 56 : Terminé - Chapitre 57 : Un bon côté - Chapitre 58 : Spica - Chapitre 59 : D’homme à homme                                      |                   |                   |                   |                   |
| 8 | 30 juin 2022      | 978-4-09-861238-3 | 21 juin 2023      | 978-2-344-05659-2 |
| Liste des chapitres : - Chapitre 60 : On est pareils - Chapitre 61 : N’aie pas honte, ne te cache pas - Chapitre 62 : Un simple rêve - Chapitre 63 : Abandon - Chapitre 64 : Rien du tout - Chapitre 65 : Tant pis - Chapitre 66 : Arata - Chapitre 67 : Ça ne me déplaît pas - Chapitre 68 : Un gars en or                                                                   |                   |                   |                   |                   |
| 9 | 28 décembre 2022  | 978-4-09-861488-2 | 20 septembre 2023 | 978-2-344-05887-9 |
| Liste des chapitres : - Chapitre 69 : Prouve-le-moi - Chapitre 70 : Une piaule banale - Chapitre 71 : Merci - Chapitre 72 : “Au passage” - Chapitre 73 : Essentiel - Chapitre 74 : Pro bono - Chapitre 75 : Crimes capitaux - Chapitre 76 : Ce jour-là - Chapitre 77 : Belle - Chapitre 78 : Parce que je me sens seul                                                        |                   |                   |                   |                   |
| 10 | 28 avril 2023     | 978-4-09-861693-0 | 20 mars 2024      | 978-2-344-06148-0 |
| Liste des chapitres : - Chapitre 79 : Jusqu’au bout - Chapitre 80 : J’aurais voulu l’entendre - Chapitre 81 : Qu’est-ce que j’y pouvais ? - Chapitre 82 : Son ex-fiancée - Chapitre 83 : Un mec gentil - Chapitre 84 : La même que moi - Chapitre 85 : Ceux qui restent - Chapitre 86 : Vraiment libre - Chapitre 87 : Enfin                                                  |                   |                   |                   |                   |
| 11 | 28 septembre 2023 | 978-4-09-862526-0 | 4 septembre 2024  | 978-2-344-06278-4 |
| Liste des chapitres : - Chapitre 88 : La même odeur - Chapitre 89 : Une vie malheureuse - Chapitre 90 : Cet enfer - Chapitre 91 : “Homme fatal” - Chapitre 92 : Je ne t’oublierai jamais - Chapitre 93 : Arata Natsume - Chapitre 94 : Tous les trois - Chapitre 95 : Un type bien - Chapitre 96 : C’est pas plus mal                                                         |                   |                   |                   |                   |
| 12 | 29 mars 2024      | 978-4-09-862692-2 | 19 mars 2025      | 978-2-344-06774-1 |
| Liste des chapitres : - Chapitre 97 : Tout ce que je suis - Chapitre 98 : Identité secrète - Chapitre 99 : Course de relais - Chapitre 100 : Une fille comme ça - Chapitre 101 : La revoir - Chapitre 102 : Ce qui m’est arrivé de mieux - Chapitre 103 : Ouverture - Chapitre 104 : Séparation éternelle - Chapitre 105 : Pour le pire - Dernier chapitre : Pour le meilleur |                   |                   |                   |                   |

## Accueil

### Réception critique
Pour le pire a reçu le prix U-Next de Next Manga Awards en 2020. La série a été recommandée par Tsubasa Yamaguchi, l’auteur de Blue Period.

## Adaptation
Une adaptation en film a été annoncée le 28 avril 2023 sans plus de détails, puis une bande-annonce est publiée le 8 juillet 2024. Enfin, le film, réalisé par Yukihiko Tsutsumi, est sorti le 6 septembre suivant, sous le nom Natsume Arata no Kekkōn (夏目アラタの結婚 ()). 

### Édition japonaise
1. 1 2  (ja) « 夏目アラタの結婚　１ », sur Shōgakukan (consulté le 15 octobre 2023).
2. 1 2  (ja) « 夏目アラタの結婚　２ », sur Shōgakukan (consulté le 15 octobre 2023).
3. 1 2  (ja) « 夏目アラタの結婚　３ », sur Shōgakukan (consulté le 15 octobre 2023).
4. 1 2  (ja) « 夏目アラタの結婚　４ », sur Shōgakukan (consulté le 15 octobre 2023).
5. 1 2  (ja) « 夏目アラタの結婚　５ », sur Shōgakukan (consulté le 15 octobre 2023).
6. 1 2  (ja) « 夏目アラタの結婚　６ », sur Shōgakukan (consulté le 15 octobre 2023).
7. 1 2  (ja) « 夏目アラタの結婚　７ », sur Shōgakukan (consulté le 15 octobre 2023).
8. 1 2  (ja) « 夏目アラタの結婚　８ », sur Shōgakukan (consulté le 15 octobre 2023).
9. 1 2  (ja) « 夏目アラタの結婚　９ », sur Shōgakukan (consulté le 15 octobre 2023).
10. 1 2  (ja) « 夏目アラタの結婚　１０ », sur Shōgakukan (consulté le 15 octobre 2023).
11. 1 2  (ja) « 夏目アラタの結婚　１１ », sur Shōgakukan (consulté le 15 octobre 2023).
12. 1 2  (ja) « 夏目アラタの結婚　１２ », sur Shōgakukan (consulté le 19 avril 2024).

### Édition française
1. 1 2  « Pour le pire - Tome 1 », sur Glénat (consulté le 15 octobre 2023).
2. 1 2  « Pour le pire - Tome 2 », sur Glénat (consulté le 15 octobre 2023).
3. 1 2  « Pour le pire - Tome 3 », sur Glénat (consulté le 15 octobre 2023).
4. 1 2  « Pour le pire - Tome 4 », sur Glénat (consulté le 15 octobre 2023).
5. 1 2  « Pour le pire - Tome 5 », sur Glénat (consulté le 15 octobre 2023).
6. 1 2  « Pour le pire - Tome 6 », sur Glénat (consulté le 15 octobre 2023).
7. 1 2  « Pour le pire - Tome 7 », sur Glénat (consulté le 15 octobre 2023).
8. 1 2  « Pour le pire - Tome 8 », sur Glénat (consulté le 15 octobre 2023).
9. 1 2  « Pour le pire - Tome 9 », sur Glénat (consulté le 15 octobre 2023).
10. 1 2  « Pour le pire - Tome 10 », sur Glénat (consulté le 19 avril 2024).
11. 1 2  « Pour le pire - Tome 11 », sur Glénat (consulté le 22 mars 2025).
12. 1 2  « Pour le pire - Tome 12 », sur Glénat (consulté le 22 mars 2025).